# Hintere Harrasbachtalwiesen
Die Hinteren Harrasbachtalwiesen wurden vom Landratsamt Tuttlingen am 11. Januar 1944 durch Anordnung als Landschaftsschutzgebiet ausgewiesen. Das Schutzgebiet befindet sich auf dem Gebiet der Gemeinde Wehingen.

## Lage
Das etwa acht Hektar große Schutzgebiet liegt etwa auf halber Strecke zwischen Obernheim und Deilingen, etwa 2 km nördlich des Wehinger Ortsteils Harras und 500 m südlich des Obernheimer Ortsteils Tanneck. Es gehört zum Naturraum Hohe Schwabenalb.

## Landschaftscharakter
Das Schutzgebiet liegt in einem geschlossenen Waldbestand und wird vom Harrasbach durchflossen. Von Westen fließt außerdem der Kesselgraben, von Osten der Wackerstälebach in das Gebiet und sie münden in den Harrasbach. Im Zentrum des Gebiets befinden sich zwei Waldlichtungen, die von Nasswiesen eingenommen werden.

## Zusammenhängende Schutzgebiete
Das Landschaftsschutzgebiet liegt im FFH-Gebiet Großer Heuberg und Donautal und im Vogelschutzgebiet Südwestalb und Oberes Donautal sowie im Naturpark Obere Donau.